# Katy Lied
Katy Lied är ett album av Steely Dan, utgivet i mars 1975. Det nådde 13:e plats på Billboards albumlista.

## Låtlista
Alla låtar skrivna av Walter Becker och Donald Fagen.
1. "Black Friday" – 3:33
2. "Bad Sneakers" – 3:16
3. "Rose Darling" – 2:59
4. "Daddy Don't Live in That New York City No More" – 3:12
5. "Doctor Wu" – 3:59
6. "Everyone's Gone to the Movies" – 3:41
7. "Your Gold Teeth II" – 4:12
8. "Chain Lightning" – 2:57
9. "Any World (That I'm Welcome To)" – 3:56
10. "Throw Back the Little Ones" – 3:11

## Musiker
- Donald Fagen - piano, synth, sång
- Walter Becker - bas, gitarr, sång
- Michael Omartian - keyboard
- David Paich - keyboard
- Wilton Felder - bas
- Chuck Rainey - bas
- Denny Dias - gitarr
- Larry Carlton - gitarr
- Rick Derringer - gitarr
- Hugh McCracken - gitarr
- Dean Parks - gitarr
- Elliott Randall - gitarr
- Jimmie Haskell - horn
- Bill Perkins - horn
- Phil Woods - saxofon, sång
- Hal Blaine - trummor
- Jeff Porcaro - trummor
- Myrna Matthews - sång, körsång
- Shirley Matthews - sång, körsång
- Michael McDonald - sång, körsång
- Carolyn Willis - sång, körsång

- Producent: Gary Katz
- Ljudtekniker: Roger Nichols